# Paweł Fajdek
Paweł Fajdek (né le 4 juin 1989 à Świebodzice) est un athlète polonais, spécialiste du lancer du marteau. Il est quintuple champion du monde de la spécialité, de façon consécutive, en 2013 à Moscou, en 2015 à Pékin, en 2017 à Londres, en 2019 à Doha et en 2022 à Eugene.
Il est également médaillé de bronze aux Jeux olympiques de Tokyo en 2021, et champion d'Europe à Amsterdam en 2016.

## Biographie
Lors des championnats du monde juniors de 2008, à Bydgoszcz, Paweł Fajdek termine au pied du podium avec la marque de 75,31 m, signant un nouveau record de Pologne espoir. En 2009, il se classe huitième des championnats d'Europe espoirs de Kaunas.
Il se révèle en 2011 en se classant deuxième des Championnats d'Europe par équipes, derrière l'Allemand Markus Esser, en établissant un nouveau record personnel avec 76,98 m. Auteur de 78,13 m début juillet à Madrid, il confirme son potentiel en s'adjugeant le titre des Championnats d'Europe espoirs d'Ostrava avec la marque de 78,54 m. Il devient par la suite champion du monde universitaire à Shenzhen avec un jet à 78,14 m, en devançant de plus de quatre mètres le médaillé d'argent slovaque Marcel Lomnický. Fin août 2011, il se rend aux championnats du monde de Daegu, pour ce qui constitue sa première participation à un championnat intercontinental senior. Il se qualifie pour la finale mais ne termine que 11e avec un lancer à 75,20 m.
En mai 2012, Paweł Fajdek franchit à deux reprises la limite des 80 m, lors du Golden Spike Ostrava, puis durant le Meeting de Montreuil où il établit la marque de 81,39 m. Sélectionné dans l'équipe de Pologne pour les Jeux olympiques de Londres, il ne parvient pas à franchir le cap des qualifications en mordant ses trois essais.

### Premier titre mondial à Moscou (2013)

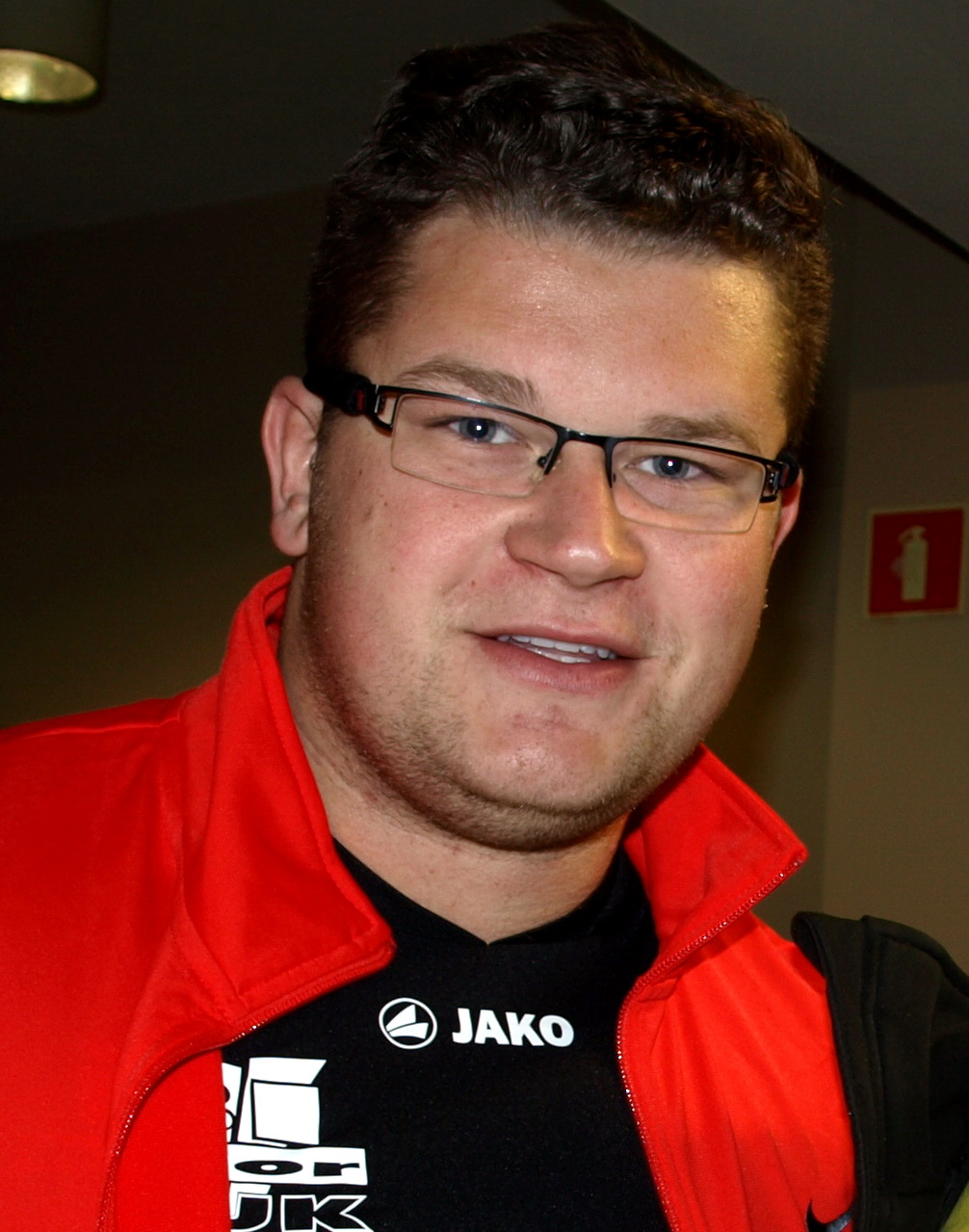
Paweł Fajdek en 2013.

Vainqueur de l'épreuve du lancer du marteau lors des championnats d'Europe par équipes 2013 avec 77,00 m, il s'adjuge début juillet le titre des Universiades d'été, à Kazan, en effectuant un lancer à 79,99 m. Le 12 août 2013, en finale des championnats du monde, à Moscou, Paweł Fajdek décroche son premier titre international majeur en atteignant la marque de 81,97 m à son premier essai, nouveau record personnel et meilleure performance de l'année 2013. Il devance sur le podium le Hongrois Krisztián Pars (80,30 m) et le Tchèque Lukáš Melich (79,36 m). Quelques jours après ces championnats, le 21 août 2013 lors du meeting de Dubnica nad Váhom en Slovaquie, le Polonais porte son record personnel à 82,27 m, mais est cependant devancé dans ce concours par Krisztián Pars (82,40 m). En septembre 2013, il remporte les Jeux de la Francophonie avec un lancer à 78,28 m.

### Deuxième titre mondial à Pékin (2015)
Après avoir pris la deuxième place de la Coupe d'Europe hivernale des lancers, s'inclinant face à Krisztián Pars, Fajdek prend la première place des bilans en remportant une compétition à Buenos Aires grâce à un lancer à 80,13 m.
Le 16 mai 2015 à Halle, il consolide son rang et lance à 82,76 m, nouveau record du meeting. Au mois de juin, il s'adjuge la première place lors de la Coupe d'Europe des nations avec un nouveau lancer au-delà des 80 mètres. Le 7 juillet, il accentue sa domination avec 83,12 m au mémorial István-Gyulai en Hongrie. Deux jours plus tard il s'adjuge son 3e titre mondial universitaire consécutif en Corée du Sud. De retour en Pologne, il s'impose lors des championnats nationaux, signant son 13e succès consécutif de l'année. 
Deux semaines avant les championnats du monde, il bat deux fois le record de Pologne au mémorial Janusz-Kusociński de Varsovie, avec 83,83 m au 1er essai, puis 83,93 m au 2e. C'est la meilleure performance mondiale depuis 7 ans et elle permet au Polonais de devenir le 10e meilleur lanceur de tous les temps.
Fin août, il conserve sa couronne mondiale en s'imposant en finale des championnats du monde, à Pékin, avec un lancer à 80,88 m. Il devance sur le podium Dilshod Nazarov et Wojciech Nowicki. En septembre, Fajdek remporte le concours de Rieti avec 80,96 m et son deuxième challenge IAAF du lancer de marteau, avec plus de 12 points d'avance sur Dilshod Nazarov.

### Troisième et quatrième titres mondiaux (2017-2019)
Le 10 juillet 2016, Fajdek est sacré pour la première fois de sa carrière champion d'Europe à Amsterdam, grâce à un meilleur jet à 80,93 m. Tous ses essais étaient par ailleurs supérieurs à la meilleure marque du médaillé d'argent, Ivan Tsikhan (78,84 m). Cependant, il échoue à nouveau à se qualifier pour la finale des Jeux olympiques, le seul titre majeur qui lui manque, en ne réussissant que 72,00 m lors des qualifications. Cet échec cuisant lui permet néanmoins de remporter le Challenge IAAF du lancer de marteau 2016, avec plus de six points d'avance sur le champion olympique Dilshod Nazarov et cinq victoires sur 8 épreuves.
Le 11 août 2017, il se pare d'or pour la troisième fois consécutive lors des Championnats du monde de Londres (79,81 m). Valeriy Pronkin et Wojciech Nowicki complètent le podium.
Le 25 août 2017, deux semaines après, il empoche la médaille d'or de l'Universiade de Taipei avec 79,16 m. Après un nul au tout premier essai, et un lancer assuré au second de 72,57 m, il atteint 79,16 m au troisième, une distance que personne d'autre n'approche : c'est sa quatrième victoire consécutive aux Universiades, après celles de 2011, 2013 et 2015.
Aux championnats du monde 2019 à Doha, il remporte son quatrième titre planétaire d'affilée grâce à un jet à 80,50 m, dans une série où son moins bon jet (79,34 m) aurait été suffisant pour la médaille d'or. Il devance le Français Quentin Bigot, le Hongrois Bence Halász et le Polonais Wojciech Nowicki.

### Médaille de bronze olympique à Tokyo (2021)
Pour sa troisième participation aux Jeux Olympiques à Tokyo en 2021, Fajdek parvient enfin à se qualifier pour la finale grâce à un troisième lancer mesuré à 76,46 m. Le 4 août, le Polonais réalise à son cinquième essai un jet à 81,53 m qui lui permet de grimper sur le podium et d'arracher la médaille de bronze, sa première médaille olympique. Il est devancé sur le podium par son compatriote Wojciech Nowicki et le Norvégien Eivind Henriksen.

### Cinquième titre mondial à Budapest (2022)
Le 16 juillet 2022, Pawel Fajdek monte sur la première marche du podium pour la cinquième fois de suite à l'occasion des Championnats du monde de Eugene. Avec un lancer à 81,98 m réalisé à son troisième essai, il établit la meilleure performance mondiale de la saison, devançant Wojciech Nowicki (81,03 m) et Eivind Henriksen (80,87 m). Il devient le deuxième athlète le plus titré aux championnats du monde dans une épreuve individuelle, derrière l'Ukrainien Sergueï Bubka (six fois champion du monde de saut à la perche), et à égalité avec l'Allemand Lars Riedel (cinq fois champion du monde du lancer du disque) et la Jamaïcaine Shelly-Ann Fraser-Pryce (cinq fois championne du monde du 100 mètres).
Les Mondiaux de 2023 à Budapest sont synonymes de fin de règne pour le Polonais, qui perd la couronne mondiale qu'il détenait depuis 2013. Avec une meilleure performance à 80,00 m, il n'accède même pas au podium, battu par la surprise canadienne Ethan Katzberg, mais aussi Wojciech Nowicki et Bence Halász.

## Palmarès
| Date | Compétition                          | Lieu                                | Résultat | Marque  |
| ---- | ------------------------------------ | ----------------------------------- | -------- | ------- |
| 2008 | Championnats du monde juniors        | Bydgoszcz                           | 4e       | 75,31 m |
| 2009 | Championnats d'Europe espoirs        | Kaunas                              | 8e       | 68,70 m |
| 2011 | Championnats d'Europe par équipes    | Stockholm                           | 2e       | 76,98 m |
| 2011 | Championnats d'Europe espoirs        | Ostrava                             | 1er      | 78,54 m |
| 2011 | Universiade                          | Shenzhen                            | 1er      | 78,14 m |
| 2011 | Championnats du monde                | Daegu                               | 11e      | 75,20 m |
| 2012 | Challenge IAAF du lancer de marteau  | Challenge IAAF du lancer de marteau | 2e       | —       |
| 2013 | Coupe d'Europe hivernale des lancers | Castellón de la Plana               | 3e       | 75,59 m |
| 2013 | Championnats d'Europe par équipes    | Gateshead                           | 1er      | 77,00 m |
| 2013 | Universiade                          | Kazan                               | 1er      | 79,99 m |
| 2013 | Championnats du monde                | Moscou                              | 1er      | 81,97 m |
| 2013 | Jeux de la Francophonie              | Nice                                | 1re      | 78,28 m |
| 2013 | Challenge IAAF du lancer de marteau  | Challenge IAAF du lancer de marteau | 1er      | —       |
| 2014 | Coupe d'Europe hivernale des lancers | Leiria                              | 1er      | 78,75 m |
| 2014 | Championnats d'Europe par équipes    | Brunswick                           | 3e       | 75,26 m |
| 2014 | Championnats d'Europe                | Zurich                              | 2e       | 82,05 m |
| 2014 | Coupe continentale                   | Marrakech                           | 3e       | 78,05 m |
| 2014 | Challenge IAAF du lancer de marteau  | Challenge IAAF du lancer de marteau | 2e       | —       |
| 2015 | Coupe d'Europe hivernale des lancers | Leiria                              | 2e       | 76,19 m |
| 2015 | Championnats d'Europe par équipes    | Tcheboksary                         | 1er      | 81,64 m |
| 2015 | Universiade                          | Gwangju                             | 1er      | 80,05 m |
| 2015 | Championnats du monde                | Pékin                               | 1er      | 80,88 m |
| 2015 | Challenge IAAF du lancer de marteau  | Challenge IAAF du lancer de marteau | 1er      | —       |
| 2016 | Championnats d'Europe                | Amsterdam                           | 1er      | 80,93 m |
| 2016 | Challenge IAAF du lancer de marteau  | Challenge IAAF du lancer de marteau | 1er      | —       |
| 2017 | Championnats d'Europe par équipes    | Lille                               | 1er      | 78,29 m |
| 2017 | Championnats du monde                | Londres                             | 1er      | 79,81 m |
| 2017 | Universiade                          | Taipei                              | 1er      | 79,16 m |
| 2017 | Challenge IAAF du lancer de marteau  | Challenge IAAF du lancer de marteau | 1er      | —       |
| 2018 | Coupe d'Europe hivernale des lancers | Leiria                              | 1er      | 77,30 m |
| 2018 | Championnats d'Europe                | Berlin                              | 2e       | 78,69 m |
| 2018 | Challenge IAAF du lancer de marteau  | Challenge IAAF du lancer de marteau | 2e       | —       |
| 2019 | Championnats du monde                | Doha                                | 1er      | 80,50 m |
| 2021 | Coupe d'Europe des lancers           | Split                               | 4e       | 74,48 m |
| 2021 | Jeux olympiques                      | Tokyo                               | 3e       | 81.53 m |
| 2022 | Championnats du monde                | Eugene                              | 1er      | 81,98 m |
| 2022 | Championnats d'Europe                | Munich                              | 4e       | 79,15 m |
| 2023 | Championnats du monde                | Budapest                            | 4e       | 80,00 m |
| 2024 | Jeux olympiques                      | Paris                               | 5e       | 78,80 m |

## Records

### Records personnels
| Épreuve           | Performance  | Lieu     | Date        |
| ----------------- | ------------ | -------- | ----------- |
| Lancer du marteau | 83,93 m (RN) | Szczecin | 9 août 2015 |

### Meilleures performances par année
| Année | Marque  | Lieu              | Date             | Rang |
| ----- | ------- | ----------------- | ---------------- | ---- |
| 2009  | 72,36 m | Cracovie          | 5 septembre 2009 | 71   |
| 2010  | 76,07 m | Cracovie          | 4 septembre 2010 | 35   |
| 2011  | 78,54 m | Ostrava           | 17 juillet 2011  | 15   |
| 2012  | 81,39 m | Montreuil         | 5 juin 2012      | 3    |
| 2013  | 82,27 m | Dubnica nad Váhom | 21 août 2013     | 2    |
| 2014  | 83,48 m | Varsovie          | 23 août 2014     | 1    |
| 2015  | 83,93 m | Szczecin          | 9 août 2015      | 1    |
| 2016  | 82,47 m | Varsovie          | 28 août 2016     | 1    |
| 2017  | 83,44 m | Ostrava           | 27 juin 2017     | 1    |
| 2018  | 81,14 m | Székesfehérvár    | 2 juillet 2018   | 2    |
| 2019  | 80,88 m | Władysławowo      | 3 août 2019      | 2    |
| 2020  | 79,81 m | Chorzów           | 6 septembre 2020 | 4    |
| 2021  | 82,98 m | Chorzów           | 30 mai 2021      | 1    |
| 2022  | 81,98 m | Eugene            | 16 juillet 2022  | 2    |